# 1907 en Ontario
Chronologie de l'Ontario
- 1903
- 1904
- 1905
- 1906
- 1907
- 1908
- 1909
- 1910
- 1911

Cette page concerne des événements d'actualité qui se sont produits durant l'année 1907 dans la province canadienne de l'Ontario.

## Politique
- Premier ministre : James Whitney (Parti conservateur)
- Chef de l'Opposition: George William Ross puis George Perry Graham puis Alexander Grant MacKay (en) (Parti libéral)
- Lieutenant-gouverneur: William Mortimer Clark (en)
- Législature: 11e (en)

## Événements
- La McLaughlin automobile à Oshawa, Ontario commence à produire des véhicules automobiles.

### Septembre
- 7 septembre : le député provincial de Grey-Nord Alexander Grant MacKay (en) est élu chef du Parti libéral.

## Naissances
- 3 septembre : Andrew Brewin, député fédéral de Greenwood (1962-1979) († 21 septembre 1983).

## Décès
- 1er janvier : William Pearce Howland, 2e lieutenant-gouverneur de l'Ontario et député fédéral de York-Ouest (1867-1868) (° 29 mai 1811).
- 25 janvier : Andrew George Blair, premier ministre du Nouveau-Brunswick (° mars 1834).
- 31 janvier : Timothy Eaton, homme d'affaires et fondateur de la chaine de magasins Eaton (° 6 juin 1840).
- 3 mars : Oronhyatekha (en), physicien et chercheur mohawk (° 10 août 1841).
- 8 mars : Edward Cochrane (en), député fédéral de Northumberland-Est (1882-1887, 1887-1907) (° 1er janvier 1834).
- 6 avril : William Henry Drummond (en), poète (° 13 avril 1854).
- 10 mai : George Frederick Marter (en), chef du Parti conservateur de l'Ontario (° 6 juin 1840).
- 12 juin : John Waldie (en), député fédéral de Halton (1887-1888, 1888-1891) (° 22 avril 1833).
- 10 août : James Brien (en), député fédéral d'Essex-Sud (1887-1891) (° 4 février 1848).
- 26 septembre : Alexander Gunn (en), député fédéral d'Kingston (1878-1887) (° 5 octobre 1828).
- 10 octobre : Cassie Chadwick (en), fraudeuse (° 10 octobre 1857).
- 13 octobre : Harvey William Burk, député fédéral de Durham-Ouest (1874-1879) (° 1822).